# José Verea y Aguiar
José Verea y Aguiar (Santiago de Compostela, 1775 - ibíd., 17 de abril de 1849) fue un jurista, funcionario, historiador y periodista español.

## Biografía
Hijo de Vicente Verea de Aguiar y Pacheco,Señor de Andeade.Estudió Filosofía en el Colegio de San Jerónimo y Derecho en la Universidad de Santiago de Compostela. En 1804 opositó la cátedra de filosofía moral, y en 1806 fue nombrado segundo bibliotecario adjunto de la universidad compostelana. Durante la Guerra de la Independencia fue el secretario de la policía de la ciudad, colaborando con los ocupantes franceses. En 1811 publicó habitualmente en la prensa local en periódicos y revistas como Gaceta Marcial y Política o El Cartel, y el mismo año fundó y editó el Diario Cívico Patriota. En 1814 se exilió en Portugal después de ser condenado a muerte por afrancesado y después a Madrid donde es protegido por su hermano Jacobo Verea de Aguiar(Marques de Monroy) y por su otro pariente Luis Lopez-Ballesteros Varela de Verea de Aguiar, ministro de Hacienda con influencia en la corte ,lo que le libra de una muerte segura
Regresó en 1817 y trajo consigo la espada del general Antonio Quiroga y Hermida, para depositarla en el Ayuntamiento de Betanzos, de cuya ciudad era natural y se unió a los liberales contra el absolutismo restaurado por Fernando VII. Iniciado el Trienio Liberal, fue nombrado subsecretario del municipio de Santiago de Compostela y secretario del consejo de La Coruña. En 1821 fue nombrado comisario de guerra y colaboró en la Gaceta Política y Económica de La Coruña  de la propia ciudad herculina, explicando la constitución junto con sus conocimientos de economía política.
Será un prolífero autor de varios opúsculos sobre los intereses económicos de Galicia, entre ellos está el “Discurso sobre el fomento de las fábricas de papel”, “Proyecto de un arbitrio sobre pan, aplicando su importe al alivio del servicio de alojamientos”,  “Ensayo estadístico sobre repartimiento de la contribución directa” o “Proyecto de extinción de contribuciones”.También publicó en la Ciudad Departamental de Ferrol en 1838 la primera parte de una “Historia de Galicia” dedicada al Claustro Universitario de Santiago, que comprende los orígenes y estado de los pueblos septentrionales y occidentales de España antes de su conquista por Roma.
       Con esta obra fue el primero de los historiadores que defendió de una manera clara, científica y racional, la teoría de los celtas en Galicia, después tan divulgada. Más tarde estuvo destinado en el Gobierno Civil de Segovia como secretario y gobernador civil de Orense.
Fue miembro correspondiente de la Real Academia de la Historia y honorario de la Real Sociedad Económica de Amigos del País de Santiago de Compostela. En 1843 fue nombrado primer presidente de la Diputación Arqueológica Gallega. En 1838 publicó Historia de Galicia, una obra que incluyó un diccionario geográfico de todas las parroquias de Galicia así como su tradición céltica.Recibió de Isabel II la Gran Cruz de Caballero de la Orden de Isabel la Católica. Murió en Santiago de Compostela en 1849